# Antônio Fernandes Quintino
Antônio Fernandes Quintino más conocido como Toninho Quintino o también como Toninho Catarinense (n. Florianópolis, Santa Catarina, Brasil, 27 de octubre de 1952) es un exfutbolista brasileño. Jugaba de delantero y jugó en diversos equipos de Brasil y Chile.

## Clubes
| Club                        | País   | Año       |
| --------------------------- | ------ | --------- |
| Avaí                        | Brasil | 1970-1975 |
| Figueirense                 | Brasil | 1975      |
| Palmeiras                   | Brasil | 1976-1979 |
| Cruzeiro                    | Brasil | 1980      |
| Corinthians                 | Brasil | 1981      |
| Universidad Católica        | Chile  | 1981-1982 |
| Ponte Preta                 | Brasil | 1983      |
| Ferroviária                 | Brasil | 1983      |
| Avaí                        | Brasil | 1984-1986 |
| XV de Novembro (Piracicaba) | Brasil | 1987      |
| Aimoré                      | Brasil | 1988      |